# Sympathetic Resonance
Sympathetic Resonance è il disco di debutto degli Arch/Matheos, progetto collaborativo tra il cantante John Arch (ex-Fates Warning) ed il chitarrista Jim Matheos (Fates Warning, OSI, Tuesday The Sky), pubblicato il 9 settembre 2011 (in Europa, il 13 in America del Nord), dalla Metal Blade Records.
Da questo album è stato tratto un videoclip, Midnight Serenade, diretto da David Brodsky.

## Tracce
1. Neurotically Wired – 11:12 (Matheos, Arch)
2. Midnight Serenade – 5:27 (Matheos, Arch)
3. Stained Glass Sky – 13:56 (Matheos, Arch)
4. On The Fence – 8:11 (Matheos, Arch)
5. Any Given Day (Strangers Like Me) – 10:27 (Matheos, Arch)
6. Incense and Myrrh – 5:22 (Arch, Matheos)

## Formazione
- John Arch - voce
- Jim Matheos - chitarra
- Joey Vera - basso
- Bobby Jarzombek - batteria
- Frank Aresti - assoli di chitarra aggiuntivi

## Classifiche
| Anno | Classifica                    | Posizione |
| ---- | ----------------------------- | --------- |
| 2011 | Austria                       | 67        |
| 2011 | Germania                      | 27        |
| 2011 | Stati Uniti (Top Heatseekers) | 14        |
| 2011 | Stati Uniti (hard rock)       | 22        |
| 2011 | Svizzera                      | 78        |